# Soses
Soses és un municipi del Segrià.

## Geografia
- Llista de topònims de Soses (Orografia: muntanyes, serres, collades, indrets..; hidrografia: rius, fonts...; edificis: cases, masies, esglésies, etc).

Soses està a uns 119 metres sobre el nivell del mar, té una superfície de 30,3 km² i està situat en el límit occidental de la comarca del Segrià, a 13 km de Lleida baixant per la ribera del riu Segre, al costat de terres aragoneses.
El terme municipal de Fraga, a l'oest, el de Torres de Segre, a llevant, el d'Alcarràs al nord, i el d'Aitona, al sud, confronten amb el de Soses que comprèn el poble, cap del municipi.
Està format per dues formes de relleu diferenciades: d'una banda, a la part de llevant, s'estén la zona al·luvial fèrtil del riu i la plana del Segrià, regada per la séquia de Remolins, i a la resta s'estén la zona de plataformes seccionades en plans i turons que separen les conques del Segre i del Cinca (Serra Pedegrosa), regada per séquies derivades del canal d'Aragó i Catalunya i nombrosos pantans particulars.
Es troba a 2 km de la cruïlla de la carretera LP-7041 i de la N-II.
Hi ha dos maneres d'accedir-hi: des de l'autopista A-2 per la sortida de Soses-Alcarràs i conduint des de Lleida per la N-II i desviant-se cap al sud per la carretera local LP - 7041.

## Història
La població és d'origen islàmic i, segons Pita Mercè, les ruïnes i les restes de muralla que dominen el nucli antic de Soses corresponen a l'antiga fortalesa àrab. El 1120, Soses i el seu castell foren un dels llocs que Avifelel atorgà a Ramon Berenguer III en virtut dels pactes que feren. Quan Ermengol VI d'Urgell travessà la Noguera Ribagorçana per a la conquesta del Segrià (1145), abans del setge de Lleida per Ramon Berenguer IV (1145), Soses caigué en poder seu i per això Ermengol VII donà el 1175 a dos repobladors del lloc, Pere i B. de Soses, unes cases de la parròquia de Sant Llorenç de Lleida. El lloc apareix amb el nom de Sosas en l'Ordinatio del bisbe Guillem Pere (1168), amb habitants sarraïns i cristians, formant part, amb Montagut, de la pabordia d'Alcarràs. Dins el mateix segle xii, alguns senyors de la conquesta i ciutadans de Lleida tenien al terme de Soses honors i propietats, com Galceran de Pinós (que el 1184 tenia dues sorts de terres "in termino castri de Soses", vora Remolins, que cedí a Santes Creus).
El 1223 Jaume I confirmà a la seva germanastra Constança (entre d'altres) la possessió dels castells d'Aitona, Seròs i Soses, que aquesta aportà a la poderosa casa dels Montcada (era muller de Guillem Ramon de Montcada, senescal, fundador de la branca dels Montcada senyors d'Aitona). El baró Ot III de Montcada (mort vers el 1426) cedí censals sobre Soses a Climent de Santmartí, marmessor seu i ciutadà de Lleida, però ja abans, en el fogatjament del 1358, consta que Soses, dins la vegueria de Lleida, és de Ramon de Santmartí (en el fogatjament del 1365, també és de Ramon de Santmartí), i vers el 1380 (segons Bofarull) era de Francesc de Santmartí, pare de Climent. Ara bé, el 1386 la jurisdicció reial fou venuda al capítol de Lleida per 1500 florins, i el 1388 consta una transacció d'un censal de 1000 sous sobre Soses, feu eclesiàstic, a la taula de la paeria de Lleida. Els Santmartí, però, conservaren drets sobre Soses fins al 1414.
La població es beneficià aviat dels regs derivats de la séquia de Pinyana, atès que Lleida estengué (1213) el seu cabal fins a Remolins i Soses (hi ha un acord del 1344 del consell general de la paeria de no donar aigua a Alcarràs, Vilanova de Remolins o Soses si no pagaven un censal de 700 sous jaquesos).
Els regants de Soses pagaven el 1418 a la Prohomenia de Segrià 100 lliures anuals pels seus drets i hi hagué problemes més endavant. El 1429 encara hi ha constància de moriscs (eixarcs) i jueus a Remolins i a Soses. En la guerra contra Joan II, Mateu de Montcada s'apoderà de Soses, feu dels canonges, i de Gebut (de la degania), fet que motivà la seva excomunió per part dels canonges i que el patronat de la capella de Sant Pere de la Seu de Lleida passés al seu pare, Llorenç de Montcada, del bàndol de la Generalitat.
El 1471 el lloc tornà a la canongia per conveni amb el mateix Mateu de Montcada, el qual creà a Soses el benefici de Santa Maria (el degà recuperà el domini sobre Gebut i Carratalà). Des d'aleshores la universitat de Soses no deixà mai de pagar els drets a la Comunitat de Regants de la Prohomenia de Segrià i des del 1794 formà part de la Junta del Sequiatge. Continuà en mans del capítol de Lleida i contribuí a les obres i les millores de la seu, a les despeses de guerra en els conflictes bèl·lics i a armar el sometent contra el bandolerisme.

## Llocs d'interès

### Església Parroquial de Sant Llorenç

#### La primitiva església
El 1168, segons l'Ordinatio Ecclesia Ilerdensis, l'antiga mesquita, transformada en església cristiana, va ser incorporada a la prepositoria d'Alcarràs. Arran de la reconquesta, el bisbe Guillem Pere de Ravidats, en restaurar la diòcesi lleidatana, va incorporar moltes mesquites sarraïnes. Els delmes eclesiàstics corresponents a Soses pertanyien al Capítol de Lleida des de 1168, per donació feta pel citat bisbe Guillem Pere. Es creu que la primitiva església romànica estava situada al número 20 del carrer del Portal (Antic Carrer Major). D'aquest temple procedia la creu de plata i esmalts del segle xii que, malauradament, va desaparèixer.
A mitjan segle xvi, tot i que malmesa a conseqüència de les guerres de Joan II, aquella primitiva església encara era oberta al culte, ja que l'any 1533, el capítol de la Seu assignà 20 ducats per "la fàbrica de la nova església en construcció"

#### La segona església
L'any 1597 aquesta segon església ja era del tot edificada. D'aquell segon temple encara se n'endevinen perfectament els vestigis formant part del mur de l'actual. Es veu clarament la façana amb la rosassa, campanar de paret amb obertura per a dues campanes, a més d'un interessant motiu escultòric.
Durant les guerres dels Segadors i de Successió, aquest segon temple també restà molt malmès i hagué de ser reparat en diverses ocasions. En la visita pastoral de 1680 solament consten les capelles del Roser i del Sant Crist. No s'esmenten els altars de Sant Jaume i Sant Sebastià perquè els devien destruir durant la guerra dels Segadors. Els altres també resultaren danyats, ja que el 17 de setembre de 1699, el Consell determinà fer un nou retaule per l'altar major. Foren contractats els escultors Llorenç Angly i Josep Blanc d'Ulldemolins. Finalitzada l'obra, el nou altar va ser consagrat el 10 d'agost de 1703, (dia de Sant Llorenç) pel fill del poble, mossèn Pere Mirarnau. Beneficiat de la catedral, va fer obrar una nova capella dedicada al Sant Crist situada vora de la Mare de Déu del Roser. Es va beneir la nova capella i sepultura dels Mirarnau i el dia 12 s'hi traslladà la imatge del Sant Crist des del casal familiar.
Aquest segon temple resultà definitivament malmès durant la guerra de la Successió.

#### L'església actual
El poble considerà preferible bastir una nova església que refer l'anterior, atès que els resultava insuficient. Per construir-la s'aprofitaren part dels murs del temple anterior, la resta de la pedra de la part enderrocada dels murs i la procedent del desmantellament de l'antic castell. El temple presentava una façana força senzilla, amb un campanar de planta quadrada sobresortint de la façana adornada amb una portada força ben treballada, amb dues columnes laterals.
Reparats, lentament, els desperfectes que sofrí el temple durant la guerra del Francès, continuà sense transformacions fins a la crema que patí el 22 de juliol de 1936, als inicis de la Guerra Civil espanyola.
Al costat de l'església actual hi havia l'antic fossar del poble, conservat fins a mitjan segle xix, malgrat que feia poc temps que hom n'havia construït un de nou al nord del poble, segons van exigir les normes vigents per raons sanitàries impedien la ubicació dels fossars a l'interior de les poblacions.
Antigament el campanar de l'església tenia un aspecte molt diferent. L'acabament d'aquest era diferent, acabava en forma de cúpula, i era molt més alt que en l'actualitat. Com que aquesta part de l'església estava en condicions crítiques, quan es va reformar el campanar va ser disminuït, per tal d'evitar possibles despreniments i perills innecessaris.
A l'església parroquial de Soses, com és tradició des de fa molt de temps, se celebra la missa cada diumenge al matí, en la que hi participa la gent del poble. En aquestes misses, hi participa molta més gent quan se celebra alguna festa tradicional de l'església, com pot ser la festa de corpus, la missa del gall, etc., on moltes vegades aquesta és acompanyada amb una processó on es volta per gran part dels carrers del poble.
En aquesta església si han celebrat molts casament, ja que és una església molt acollidora, i al seu interior s'hi han fet grans reformes per afavorir l'estada de les persones.

### Ermita de Sant Miquel
L'ermita de Sant Miquel està situada a uns 400 metres abans d'arribar a Soses en un turó que es troba damunt la carretera que va de Soses a Alcarràs. No sé sap quins van ser els orígens de l'ermita de Sant Miquel, però hi ha indicis que ens diuen que l'actual emplaçament de l'ermita correspon a l'antiga almúnia d'Almussara situada segons els documents que la citen entre Soses i Alcarràs. L'any 1151, el comte de Barcelona Ramon Berenguer IV donà a Ramon Molnells l'almúnia anomenada "Mussara" amb totes les seves pertinences, situada entre les poblacions esmentades.
L'ermita va estar molt malmesa durant les guerres dels Segadors i de Successió, ja que després d'aquesta segona va ser necessari reconstruir-la. A poc a poc es va anar refent fins que s'acabà de restaurar.
A l'ermita s'hi anava en processó el 8 de maig i el Dilluns de Pasqua de Resurrecció. Es feia missa solemne i es repartia pa beneït als assistents.
Però la Guerra Civil la destruí una altra vegada per complet. El 30 de setembre de 1957 es formà un patronat per reconstruir-la de nou, essent alcalde Gabriel Oliva i rector mossèn Miquel Juvillà. El projecte va anar a càrrec de l'arquitecte Solanes, de Lleida.
Actualment l'única celebració que s'hi fa és la de Sant Miquel, per la Festa Major de maig.

### Poblat Ibèric del Gebut

#### El poblat
A la partida de Gebut, sobre un tossal, proper a la carretera de Seròs i trobem les restes del poblat iber de Gebut. S'han dut a terme diverses excavacions per tal de consolidar el jaciment, i a partir d'aquestes es pot afirmar que el poblat correspon als anys 650 i el 50 aC. Actualment s'hi pot veure una sèrie d'habitatges de planta rectangular arrenglerats al llarg de dos carrers, enllosats amb pedres planes sense treballar, i una cisterna central. Antigament hi havia una mena de claveguera per a la recollida d'aigües, en l'actualitat molt degradada. La part nord- oest presenta una petita elevació amb habitatges rectangulars, la qual podria formar una mena d'acròpolis. A la part oest es poden veure encara restes d'una fortificació feta amb pedres de grans dimensions. A tot el jaciment s'hi observa un important estat de destrucció amb capes de cendra i argila.
Els materials que hi han aparegut són característics de l'època ibèrica plena: ceràmica pintada de tipus kalathos, urnes globulars, Campaniana A i B, ceràmica de vernís roig ilerget en oenochoes, etc. També han aparegut diversos fragments de petites estàtues d'argila, entre ells un déu Bes, bronzes, agulles, fragments d'espases, monedes i ceràmiques a mà, i molins de mà barquiformes, plans i circulars.
La presència de ceràmica romana s'ha de relacionar amb la propera vil·la romana de Gebut B. Per les seves característiques, Gebut constitueix un gran exemple del desenvolupament de la cultura ibèrica a les terres de Lleida, alhora que és un dels conjunts monumentals d'aquesta època a Catalunya. Val a dir que el poblat encara no ha estat excavat del tot, la qual cosa fa pensar que podria aportar molta més informació encara.

#### Història
El castell de Gebut fou un dels castells islàmics del segle xi, dins la Taifa sarraïna de Lleida, que el 1119, abans de la conquesta del sector, fou infeudat per Ramon Berenguer III a Guillem (Dalmau) de Cervera, i que el 1120 fou cedit en el conegut pacte per Avifelel al mateix Ramon Berenguer III. Fou conquerit molt probablement per Ermengol VI d'Urgell d'acord amb el comte de Barcelona vers el 1149. Formà part del patrimoni de la branca dels Cervera barons de Juneda i Castelldans i des del 1168 la parròquia era adscrita a la de Sant Llorenç de Lleida i fou dotada pel bisbe Guillem Pere. El degà de Lleida rebia fruits del terme i castell de Gebut. La senyoria passà, a la segona meitat del segle xiii, dels Cervera als Ayerbe (Pere d'Ayerbe es casà amb una Cervera de Juneda) i vers 1340 era dels Cornell d'Arbeca. El 1398 rebé carta de veïnatge de la ciutat de Lleida.
A partir del fogatjament del 1358 el lloc de Gebut (aleshores amb 51 focs) consta com a senyoria de l'ordre dels hospitalers (els noms de les famílies corresponen a llinatges de moriscs, com era normal en aquest sector) i el lloc figura dins la comanda hospitalera de Torres de Segre.
Tanmateix, durant la Guerra contra Joan II el deganat de Lleida hi conservava drets, drets que motivaren l'enfrontament abans descrit amb Mateu de Montcada, que s'apoderà del lloc per la força. El castell era ja enderrocat el 1660, quan el gran prior hospitaler anà a visitar el lloc. Les restes del castell musulmà es troben al sud-oest de les del castell medieval i al nord-est del poblat ibèric.

#### Vestigis arqueològics
La cultura ibèrica va significar per a les terres catalanes l'aparició de les primeres paraules escrites i, per tant, l'inici de la història. Amb els ibers apareix per primer cop a l'actual Catalunya un sistema d'escriptura propi, noves formes de ceràmica, innovacions en diverses peces de bronze i en orfebreria, que suposen l'inici d'una civilització molt més avançada que les anteriors.
Al voltant del Segre, el nombre de poblats ibers creix cada cop més a mesura que avancen les excavacions i prospeccions de la zona, i només en aquesta part meridional de la comarca del Segrià ja s'han comptabilitzat més de 92 poblats.
Soses és un exemple viu d'aquesta cultura peculiar i característica de Catalunya. D'una banda, en els seus diversos jaciments hi ha peces ceràmiques, metal·lúrgiques i d'orfebreria úniques, i, de l'altra, contribueix a conèixer millor la forma de vida d'aquests antics pobladors.
Els principals jaciments ibers que localitzem a Soses són:

##### L'Era del Tigo
Es tracta d'un tossal cònic únic a la terrassa superior del riu Segre, situat a poca distància del nucli urbà de Soses. Era un jaciment d'època ibèrica molt ben conservat i d'una planta urbana molt típica. Malauradament, va ser destruït a finals dels anys setanta. Es poden veure encara alguns murs i cases de planta rectangular, amb parets construïdes amb pedres sense treballar i algunes restes d'enllosat.
Al Museu de Lleida es conserven alguns pocs materials, com ara ceràmica pintada amb formes globulars i Kalathos, Campaniana A, àmfores púniques, ceràmiques de vernís roig, un pondus, una fusaiola amb lletres ibèriques, a més de diversos molins de mà i percussors.

##### La Farmàcia dels Moros
Està situada en una elevació de terreny a la carretera que va cap a Seròs. El nom procedeix d'una sèrie de forats realitzats a la roca, fets seguint un cert ordre, que la tradició popular ha relacionat amb una construcció exòtica, com pot ser-ho, sembla, una farmàcia mora. A les comarques lleidatanes, com en moltes altres, tot allò exòtic s'ha atribuït sempre a l'època andalusina.
Es tracta realment de diverses files de forats d'encastament de bigues de teulada de les cases de l'antic poble de Gebut. Gebut va néixer en època andalusina i es va abandonar durant el segle xviii.
La resta conservada, la Farmàcia dels Moros, consisteix en un tros de paret de 18 metres de llarg, a la qual hom pot veure-hi diversos forats. Hi ha tres conjunts o grups de cavitats, el més llarg de 6,4 metres i els altres dos de dos metres i mig. Les dimensions mitjanes dels orificis són de 25 centímetres d'ample per 2,5 d'alçada i 11 de fons.

##### La Valleta del Valeroso
La Valleta del Valero (també se l'ha va anomenar "Valeroso", que és la castellanització del topònim feta en la immediata postguerra). És un jaciment situat en un tossal aïllat sobre la carretera de Seròs, a 2 km al sud de Soses. Tot i el seu mal estat de conservació s'hi poden veure algunes restes encara d'habitatge de planta rectangular o quadrada.
Hi ha restes de ceràmica ibera pintada, àmfores, etc. La peça més destacada és el collaret d'or exposat al Museu de Lleida. És una peça d'orfebreria peculiar. Està formada per un trenat complex del qual pengen unes petites peces. La part més remarcable és la tanca, solament conservada en un costat, amb un cap de lleó i un ganxo de tipus de fulla. És un collar format per una cadena de fils d'or trenats de 325 mil·límetres de longitud, que acaba amb un cap de pantera o de lleó, de la boca del qual surt una baula d'on penja la tanca. La cadena està adornada amb trenta penjolls fusiformes, massissos, de 20 mil·límetres, que tenen un extrem acabat en punta l'altre aixafat en forma d'anell, pel qual passa un senzill fil de 5 dècimes que l'uneix a la cadeneta. La cadena està composta per vuit tires entrellaçades en quatre trenats de delicat treball. El cap en forma d'animal que serveix de tanca, presenta una gran destresa en el traç, convertint-la en un objecte de gran valor. És, com l'objecte que es descriu a continuació, d'època visigoda.
A més de la troballa del collar hi ha una altra peça de gran valor, que és el Camafeu. Actualment aquesta peça es troba en una exposició permanent al Museu de Lleida Diocesà i Comarcal. La seva procedència és dubtosa perquè es diu que es descobrí fortuïtament al Racó de la Pampa; però possiblement formava un conjunt d'ocultació amb el collar d'or i, per tant, potser en realitat el lloc de procedència sigui la Valleta del Valero. Es tracta d'una fíbula discoïdal d'or de 5,4 cm de diàmetre al centre de la qual s'hi va encastar un camafeu de cornalina d'època julia-clàudia que representa un bust femení. Tant aquest objecte com l'anterior, s'han de relacionar, sens dubte, amb la classe alta i terratinent de l'època visigoda, més o menys entre els segles vi i vii.

### Fòssil del cocodril
Soses, com tota l'àrea del Baix Segrià, i la resta de la comarca presenten un nombre de jaciments d'una gran qualitat, tenint en compte les peces que s'hi ha trobat, que representen una aportació única a l'explicació de moltes de les pautes de comportament i formes de vida dels nostres avantpassats.
Al poble s'han trobat diverses restes fossilitzades en els darrers anys, en especial a l'antic terme de Gebut, on la intervenció de diversos estudiosos, ha posat al descobert diverses restes d'ossos de mamífers fossilitzats, com plaques de tortugues de l'era terciària, impressions de plantes lacustres o part d'una mandíbula d'un rosegador de grans dimensions.
Però l'element que crida més l'atenció és el fòssil de cocodril de més de 35 milions d'anys, un troballa arqueològica en molt bon estat de conservació. El cocodril prehistòric es va exposar l'abril de l'any 1996 a la biblioteca de Soses, on resta a l'espera de la creació d'un museu específic que pugui acollir totes aquestes restes prehistòriques que, com el fòssil de cocodril, s'han trobat al poblat ibèric de Gebut.

## Demografia
| 1497 f | 1515 f | 1553 f | 1717 | 1787 | 1857 | 1877  | 1887  | 1900  | 1910  |
| ------ | ------ | ------ | ---- | ---- | ---- | ----- | ----- | ----- | ----- |
| 13     | 28     | 30     | 89   | 293  | 896  | 1.014 | 1.058 | 1.116 | 1.108 |

| 1920  | 1930  | 1940  | 1950  | 1960  | 1970  | 1981  | 1990  | 1992  | 1994  |
| ----- | ----- | ----- | ----- | ----- | ----- | ----- | ----- | ----- | ----- |
| 1.185 | 1.269 | 1.139 | 1.348 | 1.373 | 1.411 | 1.487 | 1.511 | 1.514 | 1.514 |

| 1996  | 1998  | 2000  | 2002  | 2004  | 2006  | 2008  | 2010  | 2012  | 2014  |
| ----- | ----- | ----- | ----- | ----- | ----- | ----- | ----- | ----- | ----- |
| 1.504 | 1.531 | 1.537 | 1.535 | 1.565 | 1.643 | 1.662 | 1.763 | 1.774 | 1.754 |

| 2016  | 2018  | 2020  | 2022  | 2024  | 2026 | 2028 | 2030 | 2032 | 2034 |
| ----- | ----- | ----- | ----- | ----- | ---- | ---- | ---- | ---- | ---- |
| 1.698 | 1.764 | 1.761 | 1.784 | 1.881 | -    | -    | -    | -    | -    |